# Аликовка
Аликовка — село в Иловлинском районе Волгоградской области России. Входит в состав Кондрашовского сельского поселения.

## География
Село находится в центральной части Волгоградской области, в степной зоне, в пределах Приволжской возвышенности, на левом берегу реки Бердия, вблизи места впадения её в реку Иловля, на расстоянии примерно 24 километров (по прямой) к северо-востоку от посёлка городского типа Иловля, административного центра района. Абсолютная высота — 53 метра над уровнем моря.
Часовой пояс
Село Аликовка, как и вся Волгоградская область, находится в часовой зоне МСК (московское время). Смещение применяемого времени относительно UTC составляет +3:00.

## История
В «Списке населённых мест Земли Войска Донского», изданном в 1864 году, населённый пункт упомянут как хутор Аликов в составе юрта станицы Иловлинской Второго Донского округа, при речке Иловле, расположенный в 187 верстах от окружной станицы Нижне-Чирской. В Аликове имелось 2 двора и проживало 13 жителей (5 мужчин и 8 женщин).
В 1928 году населённый пункт был включён в состав Иловлинского района Сталинградского округа Нижне-Волжского края (с 1934 года — Сталинградского края, с 1936 года — Сталинградской области). Хутор входил в состав Больше-Воробцовского сельсовета. В период с 1935 по 1963 годы Аликовка входила в состав Солодчинского района. В 1960 году Больше-Воробцовский сельсовет был включён в состав Кондрашевского сельсовета. В 1963 году Солодчинский район был упразднён, а Аликовка была передана в состав Фроловского района. В 1965 году хутор вошёл в состав Иловлинского района.

## Население
| 2010 |
| ---- |
| 75   |

Гендерный состав
По данным Всероссийской переписи населения 2010 года в гендерной структуре населения мужчины составляли 48 %, женщины — соответственно 52 %.
Национальный состав
Согласно результатам переписи 2002 года, в национальной структуре населения русские составляли 82 % из 85 чел.

## Улицы
Уличная сеть села состоит из одной улицы (ул. Луговая).